# Энони
Anohni (урожд. Энтони Хегарти англ. Antony Hegarty; род. 24 октября 1970) — британско-американская певица, композитор и художница, солистка группы Antony and the Johnsons.
Энони родилась в английском городе Чичестер, в 1970 году. Её детство прошло в Калифорнии, куда семья Энони переехала в 1981 году. В 1990 году Энони переехала в Нью-Йорк и начала учиться в Нью-Йоркском университете, где она совместно с Джоанной Константайн создала перформанс-коллектив Blacklips.
Свою музыкальную карьеру она начала с выступлений с коллективом нью-йоркских музыкантов под названием Antony and the Johnsons. Их первый одноимённый альбом был выпущен в 2000 году. Второй альбом под названием I Am a Bird Now получил большой успех как у широкой публики, так и у критиков, и принёс Энони награду Mercury Prize.

## Биография
Энони Хегарти родилась в британском городе Чичестер в 1970 году. В 1981 году семья Энони переехала в окрестности Сан-Франциско, где и прошло детство певицы. В 1990 году Энтони переехала на Манхэттен и начала учёбу в отделении экспериментального театра Нью-Йоркского университета. Там она создала перформанс-коллектив Blacklips вместе с Джоанной Константайн. В течение последующих лет Энони выступала в барах и клубах, используя в качестве аккомпанемента кассетные записи, а также писала пьесы и режиссировала театральные постановки.
Энони — трансгендерная женщина и использует местоимение «она». В 2014 году она заявила в интервью: «Мои ближайшие друзья и родственники называют меня „она“. Я не требовала от прессы делать так или иначе… В своей частной жизни я предпочитаю „она“. Я считаю, что слова важны. Обращаться к человеку в выбранном им гендере значит проявлять уважение к его или её личности, жизни и деятельности. Местоимение „он“ делает меня невидимой, отрицает меня».

## Музыкальная карьера и другие проекты
С 1997 года Энони начала выступать с коллективом музыкантов под названием Antony and the Johnsons. Их одноимённый дебютный альбом был выпущен в 2000 году студией Durtro. В 2005 году группа выпустила свой второй альбом I Am a Bird Now с участием Лу Рида, Руфуса Уэйнрайта и других известных исполнителей. Альбом был высоко оценён критиками, получил престижную британскую премию Mercury Prize и статус альбома года журнала Mojo. В поддержку альбома группа совершила полуторагодовое турне по Северной и Южной Америке, Европе и Австралии. Песня «Bird Gerhl» вошла в саундтрек фильма «V — значит вендетта».
В 2006 году совместно с экспериментальным режиссёром Чарльзом Атласом Antony and the Johnsons создали проект-концерт TURNING, с которым они выступали в Риме, Лондоне, Париже, Мадриде и Браге. Парижская Ле Монд назвала TURNING «транссексуальным концертом-манифестом».
Помимо проекта Antony and the Johnsons, Энтони также сотрудничает с другими музыкантами. В 2003 году она начала работать с Лу Ридом в рамках тура Animal Serenade и участвовала в записи нескольких песен альбома The Raven.
В 2006 году совместно с Бьорк она записала песни «The Dull Flame of Desire» and «My Juvenile», вошедшие в альбом Бьорк Volta, а также выступала дуэтом с Бьорк на концертах в Лондоне, Рейкьявике и Нью-Йорке.
В 2008 году Anohni была представлена на пяти треках из одноимённого диско-альбома Hercules и Love Affair, в первую очередь на «Blind», который был признан лучшим альбомом 2008 года от Pitchfork Media и занял второе место на список «10 лучших синглов 2008 года» американского журнала Entertainment Weekly.
В 2012 году Энони выступала с оркестром «Новая Опера» на Ahmad Tea Festival в Москве.
Помимо музыки, Энони занимается визуальным искусством. Её рисунки и скульптуры выставлялись в рамках коллективных и персональных выставок, также она выступала в качестве куратора. В сентябре 2014 года совместно с Джоанной Константайн, Кемброй Пфалер, Бьянкой и Сьеррой Касади Энони открыла в Нью-Йорке серию феминистских выставок и перформансов Future Feminism.
В 2022 году она сотрудничала с Hercules And Love Affair и спела половину альбома In Amber, выпущенного в июне. Она написала шесть песен, включая синглы «One» и «Poisonous Storytelling».

## Дискография
- Hopelessness (2016)
- Paradise EP (2017)